# Johannes Kepler ATV

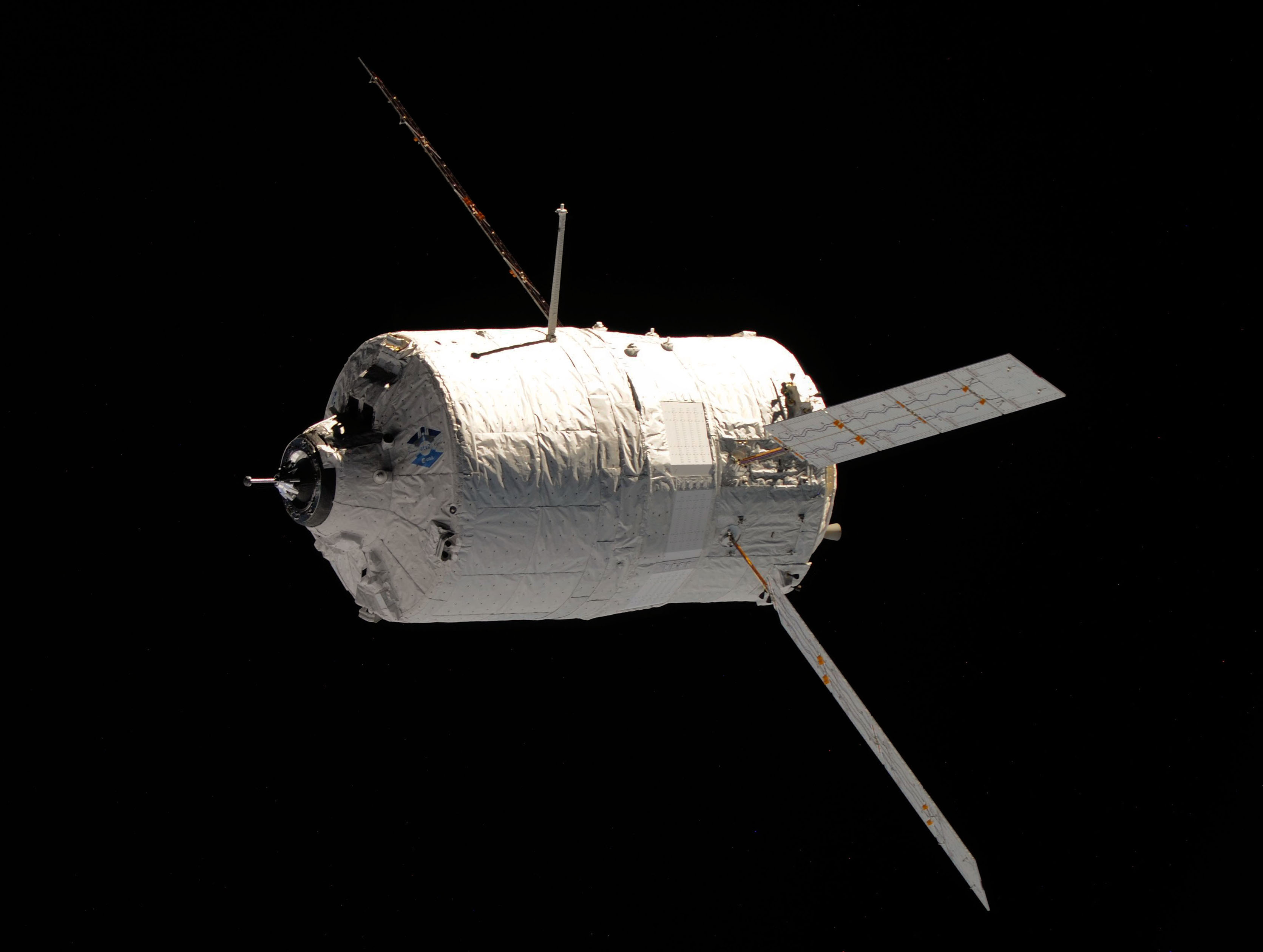
Representació artística de Johannes Kepler ATV

La Johannes Kepler, o Vehicle de Transferència Automatitzat 002 (ATV-002), és un vehicle espacial  europeu  de subministraments que rep el seu nom de l'astrònom alemany Johannes Kepler. Estava programat inicialment el llançament del vehicle espacial per l'1 de juliol de 2010, si bé finalment aquest es va dur a terme el 17 de febrer de 2011, en una missió per proveir l'Estació Espacial Internacional (ISS) amb combustibles, aigua, aire, i altres carregaments. És el segon ATV, el primer va ser la  Jules Verne.
La Johannes Kepler va ser llançada en un coet  Ariane 5ES, des del Port espacial de Kourou a Kourou, Guyana francesa. El llançament va ser dirigit per Arianespace en nom de l'Agència Espacial Europea, sent la nau construïda a  Bremen, Alemanya.
Tornar a entrar a l'atmosfera terrestre al juny el 2011.

## Missions ATV
| Designació | Nom              | Data Llançament      | Data Acoblament ISS  | Data Reentrada         | Notes                     |
| ---------- | ---------------- | -------------------- | -------------------- | ---------------------- | ------------------------- |
| ATV-001    | Jules Verne      | 9 de març de 2008    | 3 d'abril de 2008    | 29 de setembre de 2008 | [ 4 ] [ 5 ]               |
| ATV-002    | Johannes Kepler  | 16 de febrer de 2011 | 24 de febrer de 2011 | 21 de juny de 2011     | [ 6 ] [ 7 ]               |
| ATV-003    | Edoardo Amaldi   | 23 de març de 2012   | 28 de març de 2012   | 4 d'octubre de 2012    | [ 8 ] [ 9 ] [ 10 ] [ 11 ] |
| ATV-004    | Albert Einstein  | 5 de juny de 2013    | 15 de juny de 2013   | 28 d'octubre 2013      | [ 12 ]                    |
| ATV-005    | Georges Lemaître | 29 de juliol de 2014 | 12 d'agost de 2014   | 15 de febrer de 2015   | [ 13 ] [ 14 ]             |
|            |                  |                      |                      |                        |                           |